# Los Amates
Los Amates – miasto we wschodniej Gwatemali, w departamencie Izabal, około 95 km na południowy zachód od stolicy departamentu, miasta Puerto Barrios, oraz od wybrzeża Morza Karibskiego. Miasto leży na nizinie, nad rzeką Río Motagua na wysokości 77 m n.p.m. Według danych szacunkowych w 2012 roku liczba ludności miasta wyniosła 4524 mieszkańców. W odległości 6 km od miasta znajduje się Quiriguá – strefa archeologiczna Majów.
W mieście funkcjonuje klub piłkarski Deportivo Quiriguá.

## Gmina Los Amates
Jest siedzibą władz gminy o tej samej nazwie, która w 2012 roku liczyła 63 558 mieszkańców. Gmina jak na warunki Gwatemali jest duża, a jej powierzchnia obejmuje 1615 km². Większość terenu gminy jest nizinna, obejmując południowe wybrzeże jeziora Izabal, lecz na południowym zachodzie teren wznosi się, przechodząc w góry Sierra de las Minas.